# Visions (canción)
«Visions» es una canción de la banda británica de heavy metal Judas Priest, incluida como la quinta pista del segundo disco del álbum Nostradamus de 2008. El 13 de mayo del mismo año se publicó como su primer y único sencillo, a través de Columbia Records.
Al igual que todas las canciones del disco fue escrita por Rob Halford, K.K. Downing y Glenn Tipton, cuyas letras tratan sobre las visiones que tenía el profeta Michel de Nostradamus. El sencillo además cuenta con una breve introducción, dada por ambos guitarristas del grupo.

## Lista de canciones
| N.º | Título                                                            | Duración |  |
| 1.  | «Visions» (versión editada)                                       | 4:20     |  |
| 2.  | «Visions» (versión álbum)                                         | 5:28     |  |
| 3.  | «Nostradamus»                                                     | 6:42     |  |
| 4.  | «Introducción por Glenn Tipton y K.K. Downing» (en idioma inglés) | 1:53     |  |

## Músicos
- Rob Halford: voz
- K.K. Downing: guitarra eléctrica
- Glenn Tipton: guitarra eléctrica
- Ian Hill: bajo
- Scott Travis: batería